# Municipio 6 Graham
El municipio 6 Graham (en inglés: Township 6, Graham) es un municipio ubicado en el  condado de Alamance en el estado estadounidense de Carolina del Norte. En el año 2010 tenía una población de 24.183 habitantes.

## Geografía
El municipio 6 Graham se encuentra ubicado en las coordenadas 36°3′29.7″N 79°23′52.16″O / 36.058250, -79.3978222.